# Frances Villiers
Frances Villiers, född 1633, död 1677, var en irländsk-engelsk adelskvinna och hovfunktionär. 
Hon var guvernant för Jakob II:s barn Mary och Anne Stuart mellan 1669 och 1677.